# Fritz Siemens
Fritz Siemens (* 4. Februar 1849 in Lauenburg in Pommern; † 20. Mai 1935) war ein deutscher Arzt.

## Leben
Siemens studierte von 1867 bis 1873 Medizin in Königlichen Universität zu Greifswald und der Philipps-Universität Marburg. Seit 1867 Mitglied des Corps Pomerania, war er 1870 Vorsitzender des oKC in Kösen. Als Soldat und Feld-Assistenzarzt nahm er am Deutsch-Französischen Krieg teil. 1874 wurde er zum Dr. med. promoviert. 1874/75 war er Assistenzarzt der Medizinischen Universitätsklinik Marburg unter Emil Mannkopff. 1876 wechselte er als Zweiter Arzt an die Landes-Irrenheilanstalt und die psychiatrische Universitätsklinik in Marburg. 1883 wurde er zum Direktor der Pommerschen Provinzial-Irrenanstalt zu Ueckermünde (des heutigen AMEOS Klinikum Ueckermünde) bestellt. Vier Jahre später wechselte er in gleicher Funktion an die nach seinen Vorschlägen in seiner Heimatstadt gebaute Provinzial-Heilanstalt Lauenburg. 1886 wurde er zum Medizinalassessor, 1887 zum Medizinalrat und Mitglied des Medizinalkollegiums von Pommern ernannt. 1898 wurde er Geheimer Medizinalrat.  